# Lycalopex gymnocercus
L'aguarachay (Lycalopex gymnocercus G. Fischer, 1814), nota anche come volpe di Azara, è una licalopecia di medie dimensioni originaria delle pampas. Superficialmente simile al culpeo più grande, l'aguarachay viene classificato dalla IUCN tra le specie a rischio minimo, dato il suo vasto areale e la sua adattabilità.
Deve il nome volgare ad aguara, il nome guaraní per le licalopecie, mentre il suffisso -chay non ha un vero significato, essendo presente solo per distinguere l'animale dalle altre specie del suo genere. Il nome alternativo è invece in onore del naturalista spagnolo Félix de Azara.

## Descrizione
L'aguarachay ricorda il culpeo per aspetto e dimensioni, ma ha muso relativamente più largo, pelo rossastro su testa e collo e disegni neri sul muso. È ricoperto da una corta e folta pelliccia di colore grigio su gran parte del corpo, con una linea nera che corre lungo il dorso e la coda, e di colore chiaro, quasi bianco, sulle regioni inferiori. Le orecchie sono triangolari, larghe e relativamente grandi, di colore rossastro sulla superficie esterna e bianco su quella interna. La superficie interna delle zampe è di colore simile alle regioni inferiori, mentre quella esterna è rossastra sulle zampe anteriori e grigia su quelle posteriori; sulla parte inferiore delle zampe posteriori è presente inoltre una caratteristica macchia nera. Gli adulti presentano una lunghezza testa-corpo di 51–80 cm e pesano 2,4–8 kg; i maschi sono circa il 10% più pesanti delle femmine.

## Tassonomia

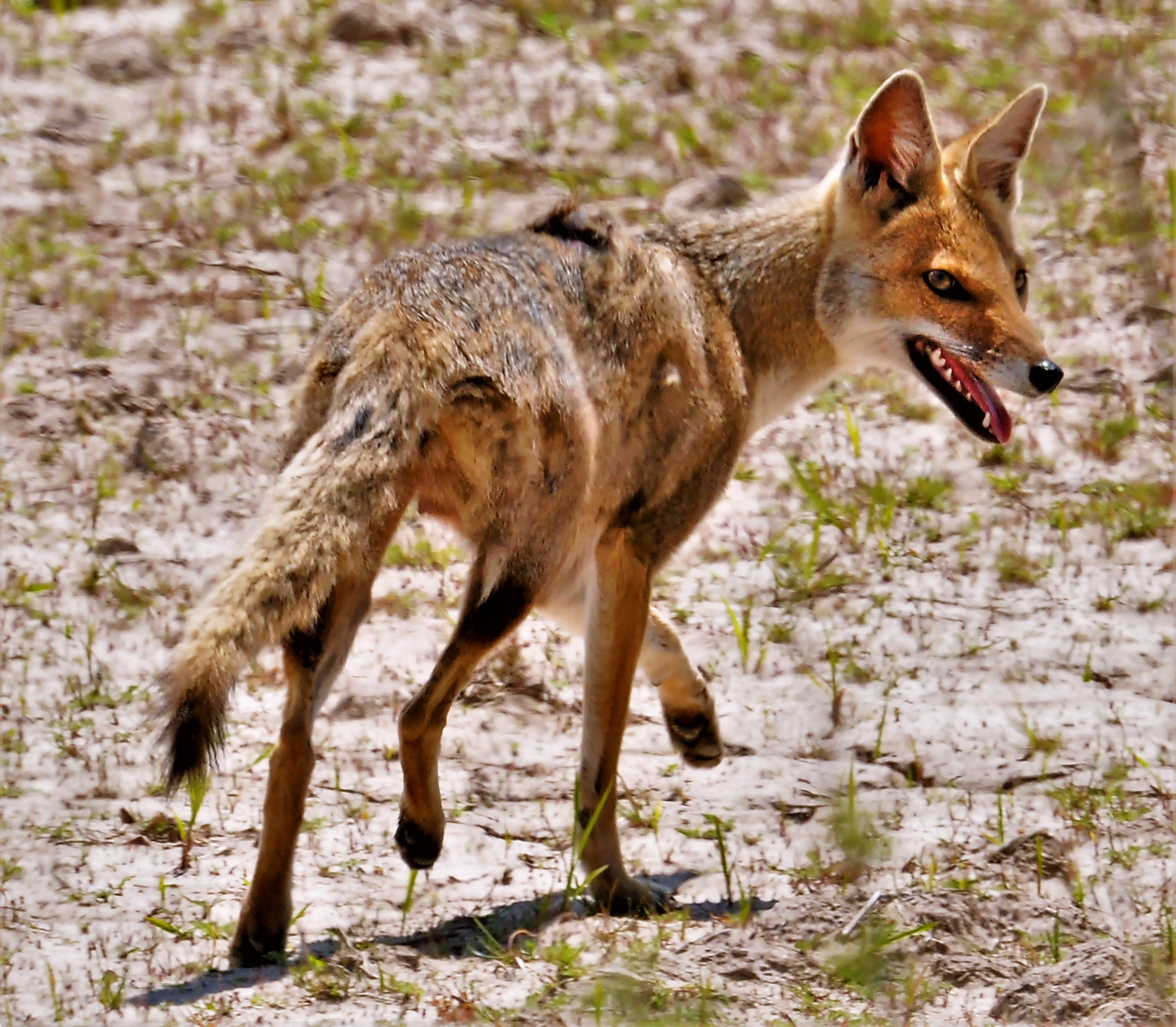
L. g. gymnocercus

I reperti fossili più antichi della specie si segnalano nella formazione Vorohué in provincia di Buenos Aires, risalenti a 2,5-1,5 milioni di anni fa. Si segnalano ulteriori reperti fossili nei sedimenti della formazione Luján in Argentina, risalenti a 30.000 anni fa.
Attualmente vengono riconosciute cinque sottospecie, sebbene l'areale di ciascuna di esse sia incerto e la località tipo di tre di esse sia situata al di fuori della distribuzione odierna della specie:
- L. g. gymnocercus G. Fischer, 1814 (Argentina nord-orientale, Uruguay, Paraguay e Brasile);
- L. g. antiquus Ameghino, 1889 (Argentina centrale);
- L. g. domeykoanus Philippi, 1901 (Cile settentrionale);
- L. g. gracilis Burmeister, 1861 (Argentina occidentale);
- L. g. maullinicus Philippi, 1903 (Cile centrale).

## Distribuzione e habitat
L'aguarachay è diffuso nelle regioni settentrionali e centrali dell'Argentina, in Uruguay, Bolivia orientale, Paraguay e Brasile meridionale. Predilige le distese aperte delle pampas, spesso in prossimità di terreni agricoli, ma si incontra anche nelle foreste di montagna, nel Chaco, nelle boscaglie aride e nelle zone umide. È più comune al di sotto dei 1000 m di quota, ma può spingersi fino a 3500 m nelle praterie della puna.

## Biologia

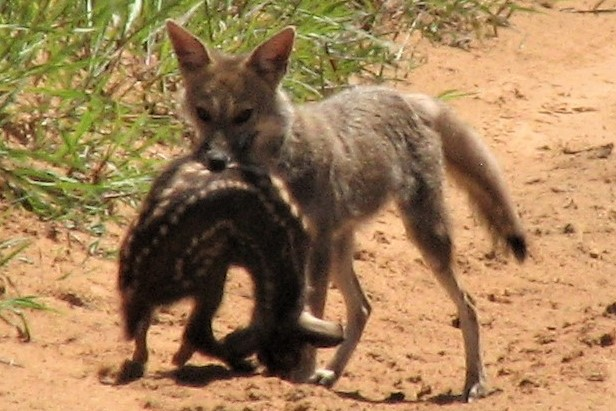
Un aguarachay con un cerbiatto di cervo delle pampas tra le fauci

L'aguarachay conduce uno stile di vita perlopiù solitaria, ma durante la stagione degli amori, allo scopo di allevare i piccoli, si riunisce in coppie monogame. È prevalentemente notturno e diviene attivo al crepuscolo, sebbene possa esserlo anche durante il giorno. Trova riparo in ogni cavità disponibile, comprese caverne, alberi cavi e tane di viscacce o armadilli. Perfino quando allevano i piccoli insieme gli adulti generalmente vanno a caccia da soli, e marcano il proprio territorio defecando in speciali siti adibiti a latrina. Sebbene possano avere estensione variabile, la maggior parte dei territori degli aguarachay misura circa 260 ettari.
Gli aguarachay sono più onnivori della maggior parte degli altri canini, e hanno una dieta varia e opportunista. Si nutrono prevalentemente di uccelli, roditori, lepri, frutta, carogne e insetti, ma talvolta mangiano anche lucertole, armadilli, chiocciole e altri invertebrati, agnelli e uova di uccelli che nidificano al suolo. I loro principali predatori sono puma e cani domestici. Se minacciato da animali più grandi che si avvicinano, l'aguarachay si finge morto, tenendo gli occhi chiusi e rimanendo immobile fino a quando il pericolo non si allontana.
Gli aguarachay si accoppiano agli inizi della primavera e le femmine vanno in calore solo una volta all'anno. Dopo un periodo di gravidanza di 55-60 giorni la madre dà alla luce una cucciolata che può comprendere fino a otto piccoli. Questi ultimi nascono tra settembre e dicembre e sono svezzati a circa due mesi di età. Le femmine raggiungono la maturità sessuale entro il primo anno di vita; in cattività alcuni aguarachay sono vissuti fino a quattordici anni.
I piccoli iniziano ad andare a caccia con i genitori verso i 3 mesi. I maschi portano il cibo alle compagne quando queste rimangono nella tana con i cuccioli.

## Ibridazione

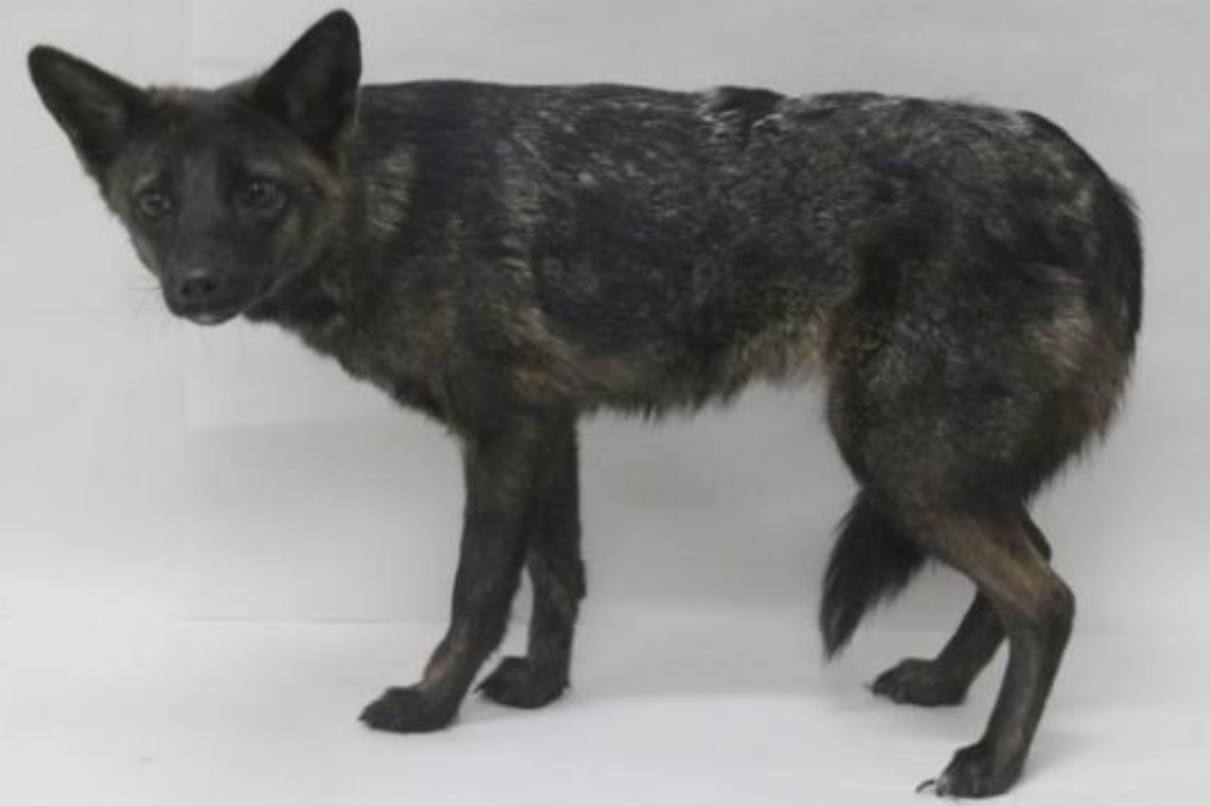
Ibrido cane-aguarachay

Nel 2021, furono condotte delle analisi genetiche su un canide dal fenotipo anomalo rinvenuto nel Rio Grande do Sul in Brasile, che rivelarono che l'animale fosse frutto di un incrocio tra un aguarachay e un cane domestico. L'esemplare, soprannominato un "dogxim" o "graxorra", è il primo ibrido documentato tra le due specie.

## Conservazione
I principali rischi per gli aguarachay derivano dalla caccia data loro per la pelliccia. Essi vengono anche abbattuti per impedire che attacchino il bestiame e sono inoltre minacciati dalla distruzione del loro habitat naturale; tuttavia, dato che nella maggior parte delle aree dove sono stati studiati sono ancora abbastanza comuni, non figurano tra le specie minacciate.